# Европейская равнина
Европейская равнина или Великая европейская равнина — равнина в Европе.
Европейская равнина простирается с запада на восток от Пиренейских гор на юге Франции до Уральских гор в России, постепенно расширяясь. В Западной Европе ширина равнины, как правило, не превышает 320 километров (200 миль). В России Европейская равнина расширяется и достигает ширины в 2000 километров.
Исторически Европейская равнина делится на Среднеевропейскую равнину и Восточно-Европейскую равнину, называемую также Русской равниной. Вместе Восточно-Европейская равнина и Среднеевропейская равнина образуют бо́льшую часть Европейской равнины.
По равнине протекает несколько крупных рек, в том числе Луара, Рейн и Висла на западе, Северная Двина и Даугава, текущие на север, — в Восточной Европе и России, а также Волга, Урал, Дон, Днепр, текущие на юг, — в России, Украине и Казахстане. Площадь равнины свыше 4 млн км² 400 млн га.

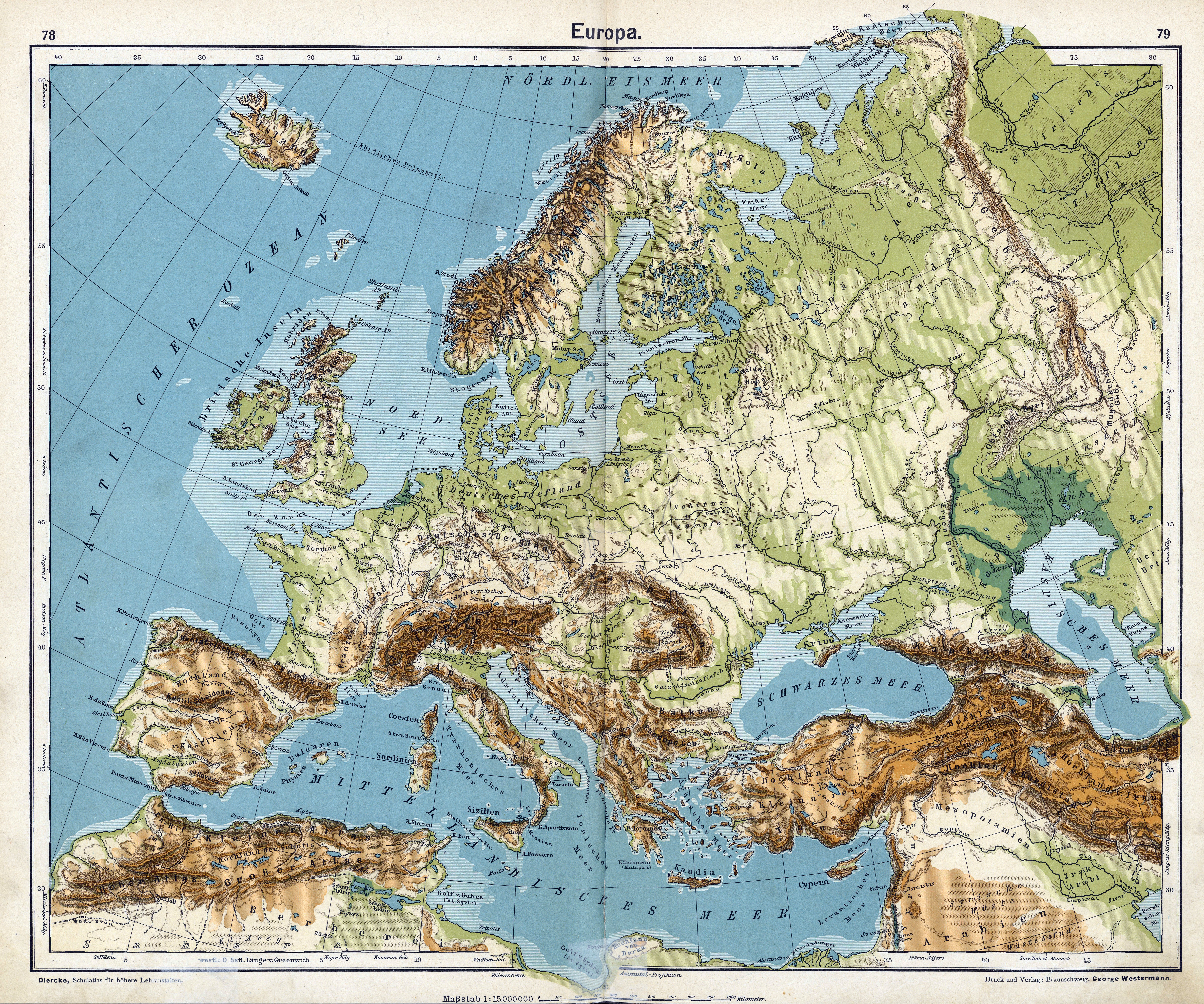
Рельеф Европы